# Cien barrios porteños

Barrios de la Ciudad de Buenos Aires, actualmente son 48.

Los Cien barrios porteños es una expresión utilizada en el ámbito de la Ciudad de Buenos Aires para hacer referencia a los barrios porteños.
Actualmente la cantidad de barrios de la Ciudad de Buenos Aires es solamente de 48 (es decir menos de la mitad), y eran menos aun cuando se creó esta expresión.

## Origen de la expresión
El origen se remonta al vals "Cien barrios porteños", creado por Carlos Petit y Rodolfo Sciammarella.
Este tema fue popularizado a mediados de la década del 40 por el cantante Alberto Castillo. 
Rápidamente, la idea de que la Ciudad estaba compuesta por esa cantidad de jurisdicciones fue adoptada por los porteños, quienes no dudaron en aceptarla y difundirla sin mayores cuestionamientos.
En relación con cuál es el origen de este imaginativo concepto, el historiador Aníbal Lomba (expresidente de la Junta de Estudios Históricos de la Ciudad de Buenos Aires), comenta que la frase que titula el vals nunca había sido pronunciada públicamente con anterioridad a la difusión de la canción. 
Según el historiador la extensión entre los habitantes de Buenos Aires se habría producido gracias al éxito que los cantores tuvieron en esa época. 
Aníbal Lomba comentó en una ocasión que: 

"...Hoy el tango es prácticamente baile. Pero en aquellos años, la radio y las revistas, reproduciendo las letras de las composiciones que se escuchaban por radio, fueron haciendo populares ciertas canciones, estribillos o títulos..."

.
Según el historiador, esto tiene que ver con que en los años en los que se creó y popularizó la canción, no existían los barrios como ahora se conocen. 
En palabras del historiador: 

"Para cada uno de los muchachos que vivíamos en las afueras, en el arrabal si se quiere de la ciudad, el barrio era en realidad una esquina, una cuadra. Y así, había ciertamente cien o más barrios en el imaginario de esos chicos o muchachos que en aquellas épocas ni pensaban en un límite geográfico..."

## Los nuevos 100 barrios porteños
La Ciudad de Buenos Aires cuenta con más de 100 barrios no oficiales (siendo en realidad más de 115 barrios no oficiales actualmente), ubicados todos ellos dentro de los 48 barrios oficiales. En algunos casos estos barrios no oficiales están dentro de más de un barrio no oficial, siendo parte de dos barrios por ejemplo.
Se podría hablar de unos nuevos 100 barrios porteños haciendo referencia a este listado de barrios, pero casi todos estos barrios nada tienen que ver con a los que se refería la canción, ya que la mayoría de estos no existían al momento de crearse la misma.